# Diocesi di Diana

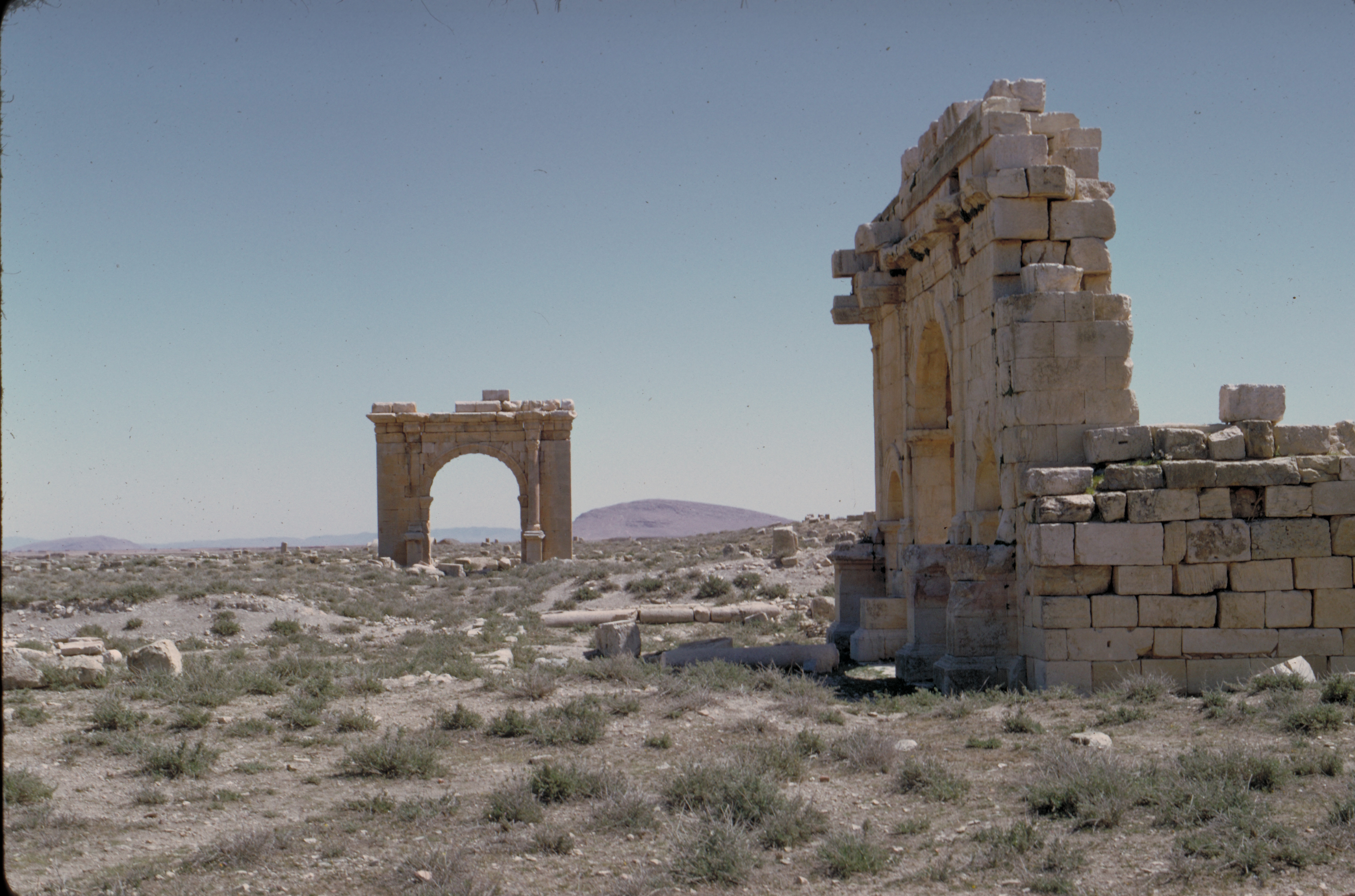
Rovine di Diana (o Zana) Veteranorum, oggi chiamata Aïn-Zana.

La diocesi di Diana (in latino: Dioecesis Dianensis) è una sede soppressa e sede titolare della Chiesa cattolica.

## Storia
Diana, identificabile con Aïn Zana nell'odierna Algeria, è un'antica sede episcopale della provincia romana di Numidia.
A questa antica diocesi viene attribuito un solo vescovo, il donatista Fidentius Dianensis, che prese parte alla conferenza di Cartagine del 411, che vide riuniti assieme i vescovi cattolici e donatisti dell'Africa romana; in quest'occasione, la sede non aveva un vescovo cattolico.
Permangono dubbi circa Gaius Didensi presbitero et diacono eius, di cui parla san Cipriano in una sua lettera della metà del III secolo; un manoscritto riporta la dizione Dianensi; tuttavia non è confermato che l'espressione presbiterus et diaconus equivalga a episcopus. Questo personaggio, se realmente fu un vescovo, potrebbe essere assegnato alla diocesi di Vazari-Didda nell'Africa Proconsolare.
Dal XVIII secolo Diana è annoverata tra le sedi vescovili titolari della Chiesa cattolica; dal 15 giugno 2009 il vescovo titolare è Thomas Löhr, vescovo ausiliare di Limburg.

## Cronotassi

### Vescovi residenti
- Fidenzio † (menzionato nel 411) (vescovo donatista)

### Vescovi titolari
- Tomasz Franciszek Czapski, O.Cist. † (1º luglio 1726 - 6 dicembre 1730 succeduto vescovo di Chełmno)
- Hugh MacDonald † (12 febbraio 1731 - 12 marzo 1773 deceduto)
- Andreas Stanislaus von Hattynski (Hatten) † (11 agosto 1800 - 26 aprile 1837 nominato vescovo di Varmia)
- Daniel Latussek † (12 febbraio 1838 - 17 agosto 1857 deceduto)
- Félix Biet, M.E.P. † (23 luglio 1878 - 9 settembre 1901 deceduto)
- Charles Eugène Parent † (11 marzo 1944 - 2 marzo 1951 nominato arcivescovo di Rimouski)
- Gérard Mongeau, O.M.I. † (27 marzo 1951 - 12 giugno 1976 nominato vescovo di Cotabato)
- Jacques Louis Léon Delaporte † (22 giugno 1976 - 25 marzo 1980 nominato arcivescovo di Cambrai)
- Raymond Saint-Gelais (5 luglio 1980 - 19 febbraio 1988 nominato vescovo coadiutore di Nicolet)
- Marcel Germain Perrier † (15 aprile 1988 - 16 maggio 2000 nominato vescovo di Pamiers)
- Alfonso Milián Sorribas † (9 novembre 2000 - 11 novembre 2004 nominato vescovo di Barbastro-Monzón)
- Pierre-André Fournier † (11 febbraio 2005 - 3 luglio 2008 nominato arcivescovo di Rimouski)
- Thomas Löhr, dal 15 giugno 2009